# کاتالین سیلادیی
کاتالین سیلادیی (مجاری: Katalin Szilágyi؛ زادهٔ ۱۶ نوامبر ۱۹۶۵) بازیکن هندبال اهل مجارستان است.